# عمر القاسم
عمر محمود القاسم هو أسير فلسطيني ولد في حارة السعدية في القدس عام 1941، وترجع أصول عائلة القاسم إلى بلدة الطيرة، التي أقامت فيها حتى عام 1911م، وبعدها انتقلت إلى قرية حبله. درس في المدرسة الرشيدية، حصل على الشهادة الجامعية الأولى عام 1964 من جامعة دمشق وانتظم مع حركة القوميين العرب. كان أحد كوادر الجبهة الديمقراطية لتحرير فلسطين وأهم اسراها وعضو اللجنة المركزية للجبهة الديمقراطية لتحرير فلسطين. عُرف بقيادته لنضالات الاسرى وتحركاتهم وكان مثقفاً ومنظراً واسع الثقافة ترك بصماته على أجيال من المناضلين اليساريين الفلسطينيين، وقتل في السجون عام 1989 الإسرائيلية بعد أن أمضى في السجون 22 عاماً.[بحاجة لمصدر]